# Flaggen und Wappen der Provinzen Argentiniens

Wappen Argentiniens

Diese Liste zeigt und erläutert die Flaggen und Wappen der Provinzen Argentiniens.

## Gestaltung
In Argentinien gab es lange keine durchgängige Tradition der Provinzen eine Flagge zu führen. Die meisten Provinzen haben erst seit kurzem eine Flagge. Viele Provinzen hatten auch schon sehr viel früher Flaggen, die dann aber oft über Jahrzehnte nicht im Gebrauch waren. Seit 2011 führt nun jede Provinz eine eigene Flagge, auch ein Wappen besitzt jede Provinz.
Mehrere Provinzen greifen die Gestaltung der Nationalsymbole in ihren Provinzsymbolen auf.

## Liste
| Lage                                  | Flagge                       | SV     | Wappen | Anmerkungen |
| ------------------------------------- | ---------------------------- | ------ | ------ | --- |
| Lage der Autonomen Stadt Buenos Aires |                              | 9:14   |        | Die Flagge der Autonomen Stadt Buenos Aires wurde zum 400-jährigen Gründungsjubiläum der Stadt durch Juan de Garay eingeführt. Man sieht sie aber wesentlich seltener als das Stadtwappen. Das heutige Wappen zeigt im oberen Teil eine Taube, die von Strahlen umgeben ist als Zeichen des Heiligen Geists. In der Mitte zwei Schiffe (eine Karavelle und eine Brigg des 17. Jahrhunderts) auf dem Río de la Plata. Im unteren Teil eine Sandbank, aus der ein Anker ragt. |
|                                       |                              | ≈2:3   |        | Die Flagge der Provinz Buenos Aires war der Gewinnerbeitrag eines Wettbewerbs. Eine der Bedingungen im Wettbewerb war es, dass die Flagge der Provinz nicht der Nationalflagge ähneln sollte. Das Wappen der Provinz ist mit dem Wappen Argentiniens fast identisch, es unterscheidet sich nur in den Sonnenstrahlen, die ausschließlich gerade sind, und den Zweigen, die das Wappen umranken (Olive und Lorbeer). |
| Lage der Provinz Catamarca            | Flagge der Provinz Catamarca | 1:2    |        | Die Provinz Catamarca war die letzte Provinz Argentiniens, die sich eine Flagge gab. Die Flagge teilt sich in drei Felder und ist von einem goldenen Rand umgeben, der den Reichtum des kulturellen Erbes der Provinz symbolisiert. Die obere Hälfte ist himmelblau weiß, die den Himmel, die Nationalflagge und den Umhang Marias symbolisiert. In der unteren Hälfte befindet sich ein blutroter Streifen der „die Mixtur unseres Blutes“ repräsentiert. Im Zentrum befindet sich die Sonne der argentinischen Nationalflagge, die von der Inkasonne inspiriert ist, gesäumt von Olivenzweigen mit 16 Blättern, die alle Departamentos de Provinz repräsentieren. Im rechteckigen Provinzwappen befindet sich ein ovales Wappenfeld, das wie das argentinische Wappen zwei sich reichende Hände zeigt, die einen Stab mit einer Jakobinermütze halten. Rechts oberhalb des Ovals befindet sich ein silbernes Kreuz über zwei silbernen Indianerpfeilen, links oberhalb Weintrauben, rechts unterhalb eine goldene Königskrone und links unterhalb ein goldenes Schloss. Das Wappen wird gekrönt von einer aufgehenden Sonne. Das Wappen ist umgeben von vier argentinischen Flaggen und zwei Lorbeerzweigen. |
| Lage der Provinz Chaco                | Flagge der Provinz Chaco     | 2:3    |        | Nachdem die Kritik an der Vorgänger-Flagge der Provinz Chaco sehr groß war, wurde 2007 diese neue Flagge verabschiedet. Sie zeigt auf einem grün-weiß-hellblauen Dreifarb in der Mitte die Sonne der argentinischen Nationalflagge und darunter einen Holzpflug, der von 25 Sternen, die die 25 Departamentos repräsentieren, umkreist wird. Die Farben weiß und hellblau erinnern an die Nationalflagge und gleichzeitig an die im Chaco angebaute Baumwolle (weiß), die Flüsse der Provinz (blau) und an die fruchtbaren Böden der Provinz (grün). Das ellipsenförmige Wappen zeigt in seiner Mitte eine Palme und einen Pflug. Das Oval ist umgeben von zwei Lorbeerzweigen und ist gekrönt von einer aufgehenden Sonne. |
| Lage der Provinz Chubut               | Flagge der Provinz Chubut    | 1:2    |        | In der Mitte der Provinzflagge Chubuts ist ein Zahnrad abgebildet, welches die industrielle Produktion symbolisiert. Hinter dem Zahnrad und darüber befindet sich eine aufgehende Sonne, deren 15 Strahlen die 15 Departamentos der Provinz repräsentieren. Unter der aufgehenden Sonne befinden sich der Staudamm Florentino Ameghino und ein Weizenhalm. In der Mitte eine gelbe Linie, welche die Flüsse, insbesondere den Río Chubut repräsentiert. Die obere weiße Zickzack-Linie repräsentiert die Gebirgszüge der Anden, die untere weiße Wellen-Linie die Wogen des Atlantiks. Das aktuelle Wappen wurde am 9. Dezember 1964 verabschiedet. Das blaue durch eine gelbe Linie zweigeteilte Wappen zeigt in seiner unteren Hälfte den Staudamm Florentino Ameghino und in der oberen Hälfte eine Weizenhalm vor dem Schriftzug Chubut. Die gelbe Linie repräsentierte die Flüsse der Provinz, insbesondere den Río Chubut. Das Wappen wird von einer aufgehenden Sonne gekrönt, deren 15 Strahlen die 15 Departamentos der Provinz repräsentieren. Umgeben ist das Wappen von zwei Lorbeerzweigen. |
| Lage der Provinz Córdoba              | Flagge Córdobas              | 2:3    |        | Im Jahre 2010 wurde eine neue Flagge für die Provinz Córdoba verabschiedet. Der Entwurf ging aus einem Wettbewerb hervor. Die Flagge hat drei vertikale Streifen in den Farben rot-weiß-blau. Der weiße Streifen zeigt die Silhouette einer "Jesuitensonne" mit 16 geraden und 16 gebogenen Strahlen. Das Wappen zeigt eine weiße, steinerne Burg mit drei Türmen, vier Zinnen, einem Torbogen und zwei Fenstern vor rotem Grund. Die Burg ist an ihrer Spitze von einer und an ihren Seiten mit jeweils drei argentinischen Flaggen geschmückt. Zu Füßen der Burg fließen zwei Flüsse (Río Primero und Río Tercero) durch die grüne Landschaft. |
| Lage der Provinz Corrientes           | Flagge Corrientes'           | 2:3    |        | Für Corrientes wurde 1986 die aktuelle Flagge offiziell eingeführt. Sie führt das Provinzwappen und den Wahlspruch Patria, Libertad y Constitución (Vaterland, Freiheit und Verfassung) in der Mitte. Das Wappen zeigt zwei Hände, die einen Stab mit einer Jakobinermütze festhalten. Unter den Händen ist das so genannte Cruz de los Milagros (Kreuz der Wunder) abgebildet, unter dem Flammen lodern. Diese Darstellung geht auf ein Ereignis während eines Indianerüberfalls im Jahre 1588 zurück, bei dem das besagte Kreuz von Indianern angezündet wurde, aber auf wundersame Weise nicht verbrannte. Neben dem Kreuz sind auf der rechten Seite vier und auf der linken Seite drei Landspitzen abgebildet, die die sieben Wasserströme symbolisieren, die in den Río Paraná fließen und die der Stadt Corrientes den Namen gaben. |
| Lage der Provinz Entre Ríos           | Flagge Entre Ríos’           | 1:2    |        | Die Flagge der Provinz Entre Ríos geht zurück auf die Flagge der Liga Federal (Föderative Liga), die 1814 von José Gervasio Artigas, dem Gründer des heutigen Uruguay geschaffen wurde. Das Provinzwappen zeigt mittig auf einem ellipsenförmigen Schild treue Hände (zwei Hände, die sich zur Begrüßung fassen). Im roten Feld darüber ist ein silberner Stern abgebildet, der Friede und Milde symbolisiert und über dem der Schriftzug Provincia de Entre Rios steht. Unter den Händen im grünen Feld die Maisonne mit sechzehn abwechselnd geraden und geflammten Strahlen abgebildet, über der der Schriftzug Federación, Libertad y Fuerza (Föderation, Freiheit und Kraft) steht. Der Wappenschild ist von einem silbernen Seil (außen) und von zwei Lorbeerzweigen (innen) umgeben. |
| Lage der Provinz Formosa              | Flagge Formosas              | 6:11   |        | In der Flagge der Provinz Formosa symbolisieren die Lorbeerblätter den Wendekreis des Steinbocks, das weiße Dreieck die Kegelform Südamerikas, die neun Sterne die neun Departamentos der Provinz. Die Farben entstammen der Nationalflagge. Das unregelmäßige Wappen hat zwei Felder. Das obere ist hellblau und zeigt einen Baumwollsamen, welcher die landwirtschaftliche und industrielle Produktion der Provinz symbolisiert. Um die Knospe sind neun Sterne abgebildet, die die Departamentos der Provinz symbolisieren. Im unteren weißen Feld sind zwei treue Hände abgebildet. Über dem Wappenschild ist stilisiert eine aufgehende Sonne abgebildet, unter dem Schild zwei Lorbeerzweige. |
| Lage der Provinz Jujuy                | Flagge Jujuys                | 3:2    |        | Die Flagge der Provinz Jujuy geht auf die am 25. Juli 1812 von Manuel Belgrano gehisste, weiße Fahne mit dem Siegel der Souveränen Versammlung zurück. Das geht auf die silbernen Siegel, die in Potosí für die Provinzregierung gemacht wurden, zurück. Es zeigt zwei Hände, die einen Stab mit einer Jakobinermütze festhalten. Der Wappenschild zeigt zwei Einschnitte mit Rosetten. Gekrönt wird der Schild von einer aufgehenden Sonne und ist umgeben von zwei Lorbeerzweigen. |
| Lage der Provinz La Pampa             | Flagge La Pampas             | 9:14   |        | Die Flagge der Provinz La Pampa ist mit der Nationalflagge identisch und führt in der Mitte das Provinzwappen. Das Wappen der Provinz zeigt oben den Baum caldén tropical und unten einen Reiter mit einer Lanze, der die indigene Bevölkerung repräsentiert. Gekrönt wird der Schild von einer aufgehenden Sonne und eingerahmt durch Weizenähren, welche die Fruchtbarkeit symbolisieren. Hinter dem Schild kreuzen sich zwei Lanzen als Zeichen des Kampfgeistes. |
| Lage der Provinz La Rioja             | Flagge La Riojas             | 2:3    |        | Die Flagge der Provinz La Rioja hat zwei horizontale Streifen, der obere weiß und der untere blau. Auf diesen Streifen liegt diagonal ein von links unten aufsteigender roter Balken. In der Mitte befinden sich zwei Lorbeerzweige, die mit ihren Blüten die 18 Departamentos der Provinz symbolisieren. Das Wappen zeigt einen Berg im Dämmerlicht. Gekrönt wird der Schild von einer aufgehenden Sonne und eingerahmt durch zwei Lorbeerzweige. |
| Lage der Provinz Mendoza              | Flagge Mendozas              | 11:9   |        | Die Flagge Mendozas ist eine identische Reproduktion der Fahne der Anden-Armee des südamerikanischen Freiheitskämpfers José de San Martín. Sie hat zwei horizontale Streifen (weiß und hellblau), auf der sich in der Mitte das Siegel der Regierung befindet. Das Wappen zeigt zwei Hände, die einen Stab mit einer Jakobinermütze festhalten. Die Hände befinden sich vor einem zweigeteilten Hintergrund, der oben hellblau und unten weiß ist. Unter den Händen befindet sich ein Füllhorn, welches seinen Reichtum ausgießt. Gekrönt wird der Schild von einer aufgehenden Sonne und ist umgeben von zwei Lorbeerzweigen. |
| Lage der Provinz Misiones             | Flagge Misiones'             | 2:3    |        | Die Flagge der Provinz Misiones hat drei horizontale Streifen in den Farben blau, rot und weiß. Sie geht zurück auf eine Fahne, die 1815 von José Gervasio Artigas, dem Gründer des heutigen Uruguay, an den damaligen Regierungschef der Provinz Misiones, Andrés Guazurary (= Andresito Artigas), übergeben wurde. Das Wappen zeigt die Iguazú-Wasserfälle im Norden der Provinz. Über den Wasserfällen ist eine aufgehende Sonne abgebildet, über der wiederum zwei Missionars-Stäbe sowie Pfeil und Bogen gezeigt werden. Letztere symbolisieren die indigene Bevölkerung der Provinz, die Stäbe spanische Herrschaft. Über und unter dem Schild steht der Schriftzug Provincia de Misiones, neben dem Schild sind auf beiden Seiten Yerba-Mate-Blätter abgebildet. |
| Lage der Provinz Neuquén              | Flagge Neuquéns              | 4:5    |        | Die Flagge Neuquéns ist in drei vertikale Streifen geteilt, die offiziell in den Farben der Nationalflagge hellblau-weiß-hellblau gehalten sind. Im Wappen befindet sich die Silhouette des Pehuén oder Araucaria, eines typischen Baums der Provinz. Hinter dem Baum befindet sich der Volcán Lanín. Umrahmt werden der Baum und der Vulkan unten von einem zentralen roten Stern, der die Föderation repräsentiert, grünen Blättern zu beiden Seiten und oben von 16 gelben Sternen, welche die 16 Departamentos der Provinz repräsentieren. |
| Lage der Provinz Río Negro            | Flagge Río Negros            | 2:3    |        | Am 50. Jahrestag der Erhebung Río Negros zur Provinz (2005) kündigte der Gouverneur der Provinz an, einen Wettbewerb für die Gestaltung einer zukünftigen Provinzflagge ins Leben zu rufen. Der ovale Wappenschild zeigt einen Indianer vom Stamm der Comahue. Über dem Indianer sind 13 Sterne als Zeichen der Departamentos abgebildet. Gekrönt wird der Schild von einer aufgehenden Sonne und ist umgeben von zwei Lorbeerzweigen. Unterhalb des Schildes sind ein Kreuz als Zeichen für die Religion und ein Käppi als Zeichen für den Kampf in der Eroberung der Wüste abgebildet. |
| Lage der Provinz Salta                | Flagge Saltas                | ≈25:34 |        | Die Flagge Saltas ist 1997 als Gewinnerbeitrag aus einem Wettbewerb hervorgegangen. Das Wappen der Provinz, der saltenische Poncho (das rote Tuch mit den schwarzen Streifen), und die 23 Departamentos (23 goldene Sterne). Der ovale Wappenschild zeigt einen silbernen sechszackigen Stern, vor dem die Maisonne abgebildet ist. Die Sonne symbolisiert den Unabhängigkeitskampf, der Stern entspricht dem Stern, der General Martín Miguel de Güemes 1817 im so genannten Guerra Gaucha (Gauchokrieg) verliehen wurde. Umgeben ist der Wappenschild von zwei Lorbeerzweigen. |
| Lage der Provinz San Juan             | Flagge San Juans             | 9:14   |        | Die Flagge San Juans ist von der Fahne der Anden-Armee inspiriert, basiert aber auf der dreistreifigen Nationalflagge und zeigt das Provinzwappen in der Mitte gekrönt von der Inkasonne mit 19 Strahlen für die 19 Departamentos. Unter dem Wappen steht En Unión y Libertad (In Gemeinschaft und Freiheit). Die Rückseite der Flagge zeigt in der Mitte eine Sonne ohne Gesicht mit 32 geraden Strahlen. Das Wappen entspricht überwiegend dem Nationalwappen. Der Schild ist allerdings von einer Sonne mit 19 Strahlen für die Departamentos gekrönt. |
| Lage der Provinz San Luis             | Flagge San Luis'             | 2:3    |        | Die Flagge der Provinz San Luis zeigt das Provinzwappen auf weißem Grund. Das Wappen zeigt eine typische Landschaft der Provinz mit heute in der Provinz ausgestorbenen Tieren (Venados oder Pampashirsche) vor vier Bergen, über denen eine Sonne scheint. Das Wappen ist von zwei Lorbeerzweigen umrahmt. |
| Lage der Provinz Santa Cruz           | Flagge Santa Cruz'           | ≈2:3   |        | Die Flagge der Provinz Santa Cruz zeigt auf hellblauen Grund die aufgehende Sonne in der Mitte, die halbkreisförmig den Berg Fitz Roy (auch Chaltén genannt) umgibt, über dem am Nachtfirmament das Kreuz des Südens steht. Im unteren Teil der Flagge sind die Wellen des Atlantiks symbolisch dargestellt. Das ovale Wappen zeigt im unteren, weißen Feld die Maisonne mit dem Schriftzug Provincia de Santa Cruz darunter und im oberen hellblauen Feld den Berg Fitz Roy (El Chaltén), über dem am Nachtfirmament das Kreuz des Südens steht. Der Schild ist von zwei Lorbeerzweigen umgeben. |
| Lage der Provinz Santa Fe             | Flagge Santa Fes             | 1:2    |        | Als erste Flagge der Provinz Santa Fes wurde 1815 die Flagge Entre Ríos’ gehisst, weil José Gervasio Artigas, der Gründer des heutigen Uruguay, die Macht in der Provinz übernahm. Der Vorläufer der heutigen Flagge wurde 1822 eingeführt. Sie hat drei vertikale Streifen in den Farben Rot, Weiß und Hellblau. Im weißen Streifen befindet sich ein gelbes Oval mit Inschrift Provincia Invencible de Santa Fe (Unbesiegbare Provinz Santa Fe), in dem sich die Waffen befinden, über denen eine aufgehende Sonne erstrahlt. Das ovale Wappen wird horizontal in zwei Felder geteilt. Es zeigt zwei gekreuzte Indianerpfeile, die mit den Spitzen nach unten zeigen und dahinter eine aufrechtstehende Lanze. Diese Darstellung soll den Sieg der Zivilisation (Lanze) über die Indianer (Pfeile) darstellen und wird von 23, die Departamentos darstellenden, goldenen Sternen umrahmt. Um den Wappenschild ranken sich zwei Lorbeerzweige. |
| Lage der Provinz Santiago del Estero  | Flagge Santiago del Esteros  | ≈2:5   |        | Die Flagge der Provinz Santiago del Estero zeigt drei vertikale Streifen in den Farben der Nationalflagge hellblau-weiß-hellblau. Auf dem weißen Streifen befindet sich ein roter Streifen, in dessen Mitte auf einer goldenen Sonne ein rotes Jakobskreuz abgebildet ist. Die Sonne hat 8 gerade und 8 geflammte Strahlen. Das Wappen der Provinz entspricht in der Symbolik dem argentinischen Nationalwappen. |
| Lage der Provinz Tierra del Fuego     | Flagge Tierra del Fuegos     | ≈2:3   |        | Die Flagge Tierra del Fuegos (Feuerlands) zeigt eine orange-blaue Fahne, die diagonal absteigend durch einen stilisierten weißen Albatros geteilt wird. Im rechten oberen (blauen) Feld ist das Kreuz des Südens abgebildet. Das Provinzwappen zeigt vier Pinguine vor einem Gewässer und dem höchsten Berg der Provinz, den Cornú, hinter dem die zehnstrahlige Sonne aufgeht. Der Schild ist umrahmt von Flammen als Referenz an den Namen der Insel Feuerland und der stilisierten Darstellung eines Albatros. |
| Lage der Provinz Tucumán              | Flagge Tucumáns              | ≈2:3   |        | Die Farben der neuen Flagge von 13. April 2010 sind die invertierten Farben der argentinischen Flagge und entsprechen der sogenannten Bandera de Macha. Diese Fahne wurde von den Truppen Manuel Belgranos in zwei Schlachten im Jahre 1816 benutzt. Die aktuelle Flagge ersetzt die vorherige Flagge Tucumáns, die aufgrund ihrer christlichen Symbolik im Jahre 2008 wieder abgeschafft wurde. Das Wappen der Provinz ist mit dem argentinischen Wappen praktisch identisch. Allerdings wird es nicht von einer aufgehenden Sonne gekrönt. |